# Marotiri

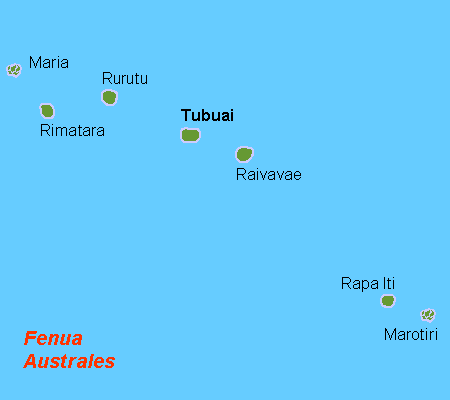
Mapa da localização de Rapa Iti no Arquipélago das Austrais, à direita.

As Marotiri são um grupo de quatro ilhotas volcânicas desabitadas, é um grupo de ilhas do arquipélago das Austrais, na Polinésia Francesa, com uma área 0,04 km².

## Geografia
O grupo de ilhotes Marotiri é formado por quatro ilhotas e seis rochas em forma de agulha que emergem de uma plataforma mergulhada de 5 quilómetros de diâmetro e 100 metros de profundidade. As ilhotas de Marotiri encontram-se separadas umas das outras a uma distância entre 1,5 e 3 quilometros. A altitude máxima é na roca Meridional, com 105 metros.
Geologicamente são as ilhas mais novas das Austrais, quase totalmente desprovidas de vegetação, o seu clima é temperado húmido. São um importante local de nidificação de aves marinhas e, é um local de pesca abundante.
Rapa Iti, a ilha mais próxima de Marotiri, encontra-se a 75 quilómetros a noroeste da mesma, embora ambas sejam separadas por uma profundidade oceânica de mais de 1 500 metros.
| Rocha         | Área (m²) |
| ------------- | --------- |
| Rocha Norte   | 5,800     |
| Rocha Central | 1,800     |
| Rocha Sul     | 22,400    |
| Rocha Oeste   | 13,100    |
| Marotiri      | 43,100    |

## História cronológica
- 1800 - Descoberta pelo navegador inglês George Bass.

## Administração
Estas ilhotas Marotiri dependem da comuna de Rapa Iti.